# Knut Wicksell

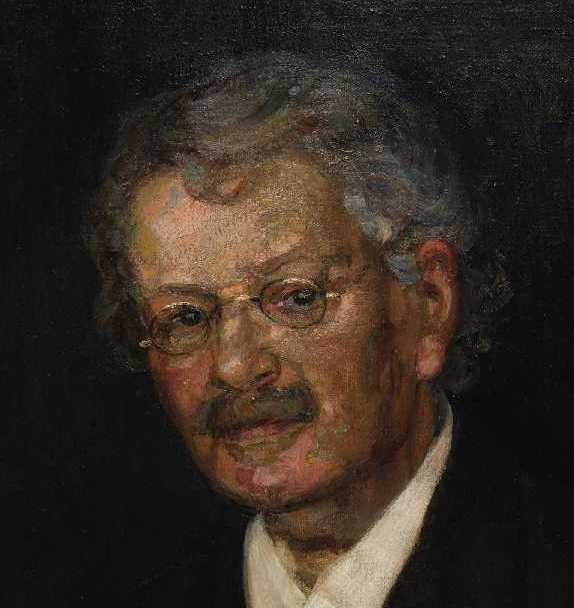
Knut Wicksell

Johan Gustav Knut Wicksell (* 20. Dezember 1851 in Stockholm; † 3. Mai 1926 in Stocksund, Danderyd) war ein schwedischer Ökonom. Nach ihm ist der Wicksellsche Prozess benannt, der die gegenseitigen Abhängigkeiten von Zinspolitik und Konjunktur beschreibt. Mit seinem Ansatz prägte er die Schwedische Schule der Nationalökonomie.

## Leben

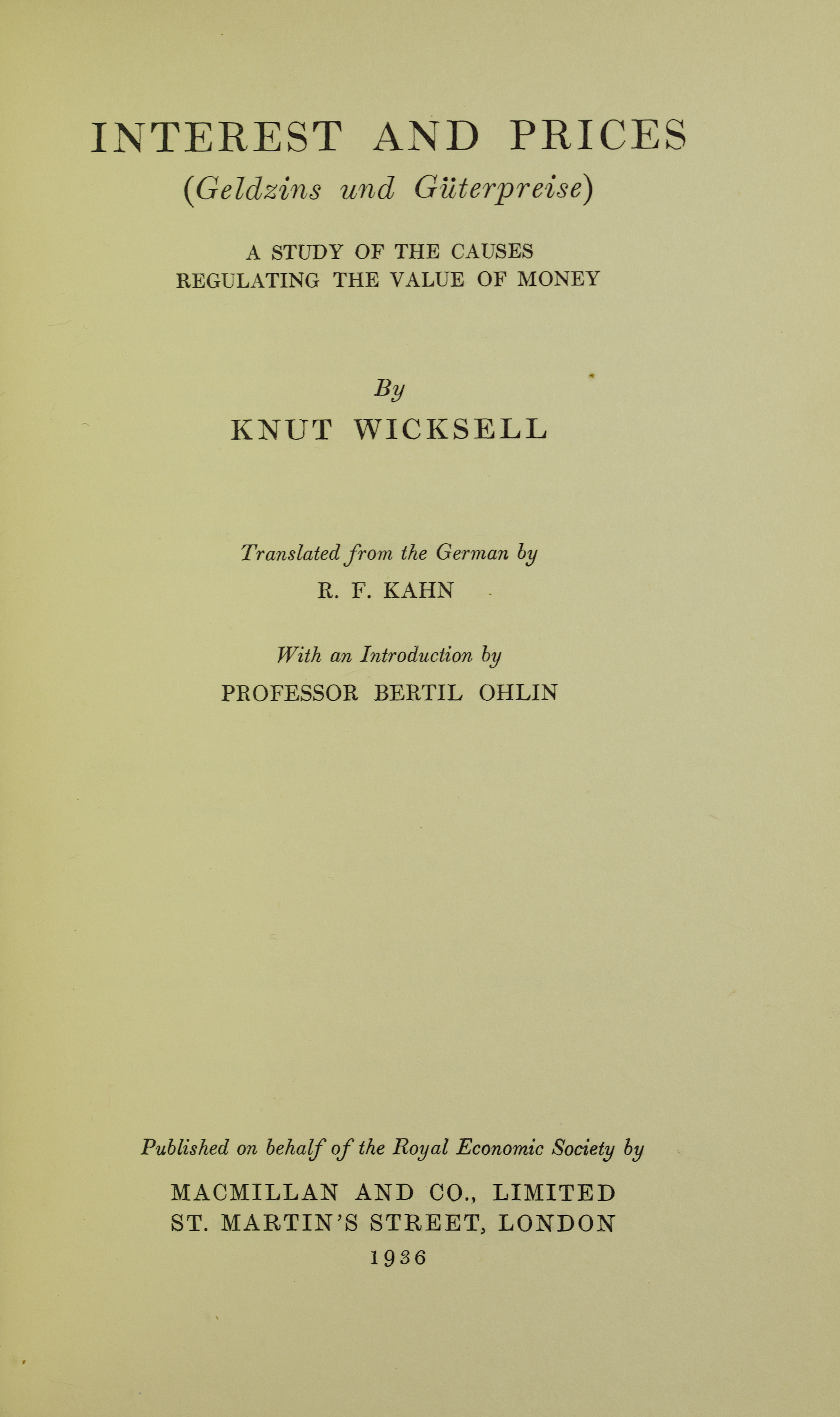
Geldzins und Güterpreise, 1936

1851 wurde Knut Wicksell als jüngstes von fünf Kindern eines Lebensmittelhändlers in Stockholm geboren. Mit 13 Jahren kam er aufs Gymnasium und trat dort einer Gruppe von Freidenkern bei, die in einem literarischen Zirkel gegen das Establishment dichteten. Nach dem bestandenen Schlussexamen begann Wicksell 1872 an der Universität Uppsala Latein, skandinavische Sprachen, Mathematik, Astronomie, Geschichte und Philosophie zu studieren (wobei man bei dieser Fülle an Fakultäten bedenken muss, dass damals die Studiengänge nicht so spezialisiert waren, wie dies heute der Fall ist). In dieser Zeit wurde Wicksell bekennender Atheist.
1885 begab sich Wicksell nach London, wo er die klassischen englischen Ökonomen las (v. a. Smith, Ricardo, Mill und Bentham). Mit 50 Jahren wurde er Professor an der Universität Lund. Nach seiner Emeritierung im Jahr 1916 kehrte er nach Stockholm zurück, wo er die dort ansässige Bank von Schweden beriet. Im Mai 1926 starb Wicksell 75-jährig an einer Lungenentzündung in Stocksund.

## Wirken
In seinem Hauptwerk Geldzins und Güterpreise (1898) untersuchte Wicksell systematisch den Zusammenhang zwischen Geldmenge, Zins und Preisniveau. Nach Wicksells Auffassung sind Inflation und Deflation gleichermaßen schädlich, weshalb er die Frage aufwarf, wie Preisniveaustabilität erreicht werden kann.
Hierzu unterschied er erstmals zwischen Marktzins und natürlichem Zins und definierte letzteren als „jene Rate des Darlehenszinses, bei welcher dieser sich gegenüber den Güterpreisen durchaus neutral verhält, sie weder zu erhöhen noch zu senken die Tendenz hat“. Anders ausgedrückt besteht Preisstabilität, wenn der Marktzins mit dem natürlichen Zins übereinstimmt. Unterschreitet der Marktzins den natürlichen Zins, kommt es tendenziell zu Inflation, im umgekehrten Fall zu Deflation (Wicksellscher Prozess). Wicksell betrachtete es als Aufgabe der (Zentralbank), das richtige Verhältnis zwischen diesen beiden Zinssätzen herzustellen. Mit seinen konjunkturtheoretischen Überlegungen wurde Wicksell zum Vater der Überinvestitionstheorie.

### Der Wicksellsche Prozess
Der Wicksellsche Prozess beschreibt den Einfluss der Geldpolitik auf das Investitions- und Sparverhalten sowie die Konjunktur wie folgt: Die Senkung der Leitzinsen unter den natürlichen Zins hat zunächst zur Folge, dass weniger gespart und mehr konsumiert wird – die gesamtwirtschaftliche Nachfrage steigt. Für Unternehmer steigen dadurch die Anreize zu investieren, folglich steigt die Kreditnachfrage. Schließlich ist die Kreditnachfrage so groß, dass diese nicht vollständig von dem Kapitalangebot der Sparer aufgewogen werden kann, sondern auch von neu in Umlauf gebrachtem Geld durch die zu lockere Geldpolitik. Es entsteht eine Mehrnachfrage nach Kapitalgütern, während sich zugleich der Kapitalmarkt als unergiebig zeigt. Die Unergiebigkeit wird ausgeglichen durch Kreditschöpfung. Jede Zinssenkung ruft also Kreditschöpfungen, Investitionen und Mehrkonsum hervor. Die Investitionen führen zu stärkeren Lohn- und Gehaltszahlungen und erhöhen ebenfalls den Konsum. Das Ergebnis ist eine Preissteigerung am Gütermarkt. Umgekehrt findet bei künstlicher Überhöhung des Leitzinssatzes ein unbegrenztes Fallen der Nachfrage und der Preise statt (Wicksellscher Prozess nach unten). Damit weist Wicksell darauf hin: Bei Übertreibungen kann die Zinserhöhung diese beruhigen, bei Konjunkturverfall kann die Zinssenkung die Aktivität erhöhen.

## Werke (Auswahl)
- Finanztheoretische Untersuchungen. Nebst Darstellung und Kritik des Steuerwesens Schwedens. 1896
- Geldzins und Güterpreise. 1898
- Geld und Kredit. 1922 (Vorlesungen über Nationalökonomie auf Grundlage des Marginalprinzipes / Bd. 2.)